# Dok Khamtai (huyện)
Dok Khamtai (tiếng Thái: ดอกคำใต้) là một huyện (amphoe) của tỉnh Phayao ở phía bắc Thái Lan.

## Lịch sử
Ban đầu được thành lập năm 1832, huyện này bị giải thể ngày 23 tháng 12 năm 1917 và được nhập vào huyện Mueang Phayao. Đơn vị này được tái lập làm một tiểu huyện (King Amphoe) ngày 24 tháng 1 năm 1963. Và đã được nâng thành huyện ngày 27 tháng 7 năm 1965.

## Địa lý
Các huyện giáp ranh (từ phía bắc theo chiều kim đồng hồ) là Pa Daet của tỉnh Chiang Rai, Chun, Pong và Chiang Muan của tỉnh Phayao, Song của tỉnh Phrae, Ngao của tỉnh Lampang, và Mueang Phayao và Phu Kamyao của Phayao.
Nguồn nước chính ở đây là sông Ing.

## Hành chính
Huyện này được chia thành 12 subdistrics (tambon), các đơn vị này lại được chia ra thành 124 làng (muban). Có hai thị trấn (thesaban tambon) - Dok Khamtai nằm trên một phần của tambon Dok Khamtai, Don Si Chum, Sawang Arom, và toàn bộ tambon Bun Koet. Ban Tham nằm trên toàn bộ tambon Ban Tham. Có 9 Tổ chức hành chính tambon.
| STT | Tên         | Tên tiếng Thái |  | Dân số |  |
| --- | ----------- | -------------- |  | ------ |  |
| 1.  | Dok Khamtai | ดอกคำใต้        |  | 6.274  |  |
| 2.  | Don Si Chum | ดอนศรีชุม        |  | 6.222  |  |
| 3.  | Ban Tham    | บ้านถ้ำ          |  | 8.510  |  |
| 4.  | Ban Pin     | บ้านปิน          |  | 5.526  |  |
| 5.  | Huai Lan    | ห้วยลาน         |  | 9.326  |  |
| 6.  | San Khong   | สันโค้ง          |  | 6.594  |  |
| 7.  | Pa Sang     | ป่าซาง          |  | 5.379  |  |
| 8.  | Nong Lom    | หนองหล่ม        |  | 5.968  |  |
| 9.  | Dong Suwan  | ดงสุวรรณ        |  | 5.338  |  |
| 10. | Bun Koet    | บุญเกิด          |  | 5.037  |  |
| 11. | Sawang Arom | สว่างอารมณ์      |  | 4.243  |  |
| 12. | Khue Wiang  | คือเวียง         |  | 4.788  |  |